# Cinario
Cinario (Kinarius o Kimarus; fl. IV secolo a.C.) fu un sovrano leggendario della Britannia, menzionato da Goffredo di Monmouth nella pseudostoria Historia Regum Britanniae.
Successe al padre Sisillio II, e a lui successe il fratello Danio.